# 알텐키르헨
알텐키르헨(독일어: Altenkirchen)는 독일 라인란트팔츠주의 알텐키르헨 군에 위치한 소도시로, 해당 군의 군청소재지이다. 본으로부터 40km 정도 동쪽, 코블렌츠로부터 50km 정도 북쪽에 위치하고 있며, 지리적으로는 베스터발트 중간산악지대(Mittelgebirges Westerwald)의 북서쪽에 위치한 알텐키르헨 고원(Altenkirchener Hochfläche)에 위치해 있다.